# Bunchosia elliptica
Bunchosia elliptica är en tvåhjärtbladig växtart som beskrevs av Agostino Todaro. Bunchosia elliptica ingår i släktet Bunchosia och familjen Malpighiaceae. Inga underarter finns listade i Catalogue of Life.